# Gann

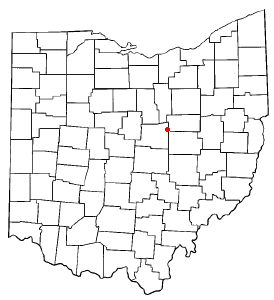
Gann na planie stanu Ohio

Gann – wieś w USA, w hrabstwie Knox, w stanie Ohio.
W roku 2010, 24,8% mieszkańców było w wieku poniżej 18 lat, 4% było w wieku od 18 do 24 lat, 28% od 25 do 44 lat, 30,4% było od 45 do 64 lat, a 12,8% było w wieku 65 lat lub starszych. We wsi było 51,2% mężczyzn i 48,8% kobiet.
Liczba mieszkańców w 2010 roku wynosiła 125, a w 2012 wynosiła 124.